# Stefan Wöber
Stefan Wöber (* 23. August 1964) ist ein ehemaliger deutscher Fußballspieler.

## Karriere

### Vereine
Wöber begann im Klingenberger Stadtteil- und Mehrspartenverein TV Trennfurt mit dem Fußballspielen. Im weiteren Verlauf nach Erlenbach am Main gelangt, spielte er für den dort ansässigen SV Erlenbach am Main. Von dort gelangte er später in die Nachwuchsabteilung von Eintracht Frankfurt, mit der er 1982 und 1983 an der Seite von Thomas Berthold, Bernhard Trares und Manfred Binz die Deutsche A-Jugendmeisterschaft gewann.
Dem Jugendalter entwachsen rückte am 1. Juli 1983 in die Zweite Mannschaft auf, der er bis zum 30. Juni 1985 angehörte und für die er zeitweise gespielt hatte. Über einen Kooperationsvertrag zwischen Eintracht Frankfurt und dem SV Darmstadt 98 – junge Talente aus Frankfurt sollten bei den Darmstädtern Profiluft schnuppern – wurde der ambitionierte Wöber nach Darmstadt vermittelt. Jedoch vermochte er sich in den zwei Jahren seines Vertrages dort nicht durchzusetzen – er bestritt in der Saison 1985/86 acht und in der Folgesaison vier Punktspiele in der 2. Bundesliga sowie ein Pokalspiel; für den Erstliga-Kader der Frankfurter Eintracht war er kein Thema mehr.
Wöber wechselte zur Saison 1987/88 zur Rot-Weiss Frankfurt in die seinerzeit drittklassige Oberliga Hessen. Zwei Jahre später nahm sein Verein unter Trainer Dragoslav Stepanović am Wettbewerb um den DFB-Pokal teil, in dem seine Mannschaft im heimischen Stadion am Brentanobad mit 0:1 dem SV Waldhof Mannheim bereits in der 1. Runde unterlegen war. Am Saisonende 1989/90 schloss er mit seiner Mannschaft, unter anderem an der Seite von Jürgen Klopp, Alexander Schur, Alexander Caspary und Armin Kraaz, die Saison als Hessenmeister ab. Die mit dem errungenen Titel berechtigte Teilnahme an der Aufstiegsrunde zur 2. Bundesliga 1990/91 (Wöber bestritt alle sechs Spiele) misslang mit Platz vier in der Gruppe Süd. Mit Platz vier am Saisonende 1993/94 gelang dem Verein die Aufnahme in die neugeschaffene drittklassige und viergleisige Regionalliga, als Ergebnis der umfassenden Ligenreform. Nach Ablauf der Premierensaison in der Regionalliga Süd kehrte er und seine Mannschaft unter dem Trainergespann Alexander Caspary und Siegfried Kratz in die Oberliga Hessen zurück. Nach einer weiteren Saison in dieser Spielklasse schloss sich Wöber den Sportfreunden Seligenstadt in der Landesliga Hessen an. Im weiteren Verlauf kam er noch für den FC Bürgstadt und den VfL Mönchberg im unterklassigen Amateurbereich zum Einsatz.

### Nationalmannschaft
Nachdem Wöber in sieben Spielen für die U15-Nationalmannschaft zum Einsatz gekommen war, spielte er im Jahr 1981 für die U16-Nationalmannschaft. Sein erstes bestritt er am 31. Januar in Luxemburg beim 5:0-Sieg über die Auswahl Luxemburgs, sein zweites am 11. März in Neuwied beim 3:0-Sieg über die Auswahl Belgiens, die ersten beiden Qualifikationsspiele der Gruppe 3 für die Europameisterschaft 1982 in Italien. In der U18-Nationalmannschaft wurde er insgesamt 18 Mal eingesetzt und erzielte dabei zwei Tore. Er debütierte am 8. September 1981 in Zülpich beim 2:1-Sieg über die Auswahl Frankreichs; sein erstes Tor erzielte er am 28. Oktober 1981 in Zwolle beim 3:0-Sieg über die Auswahl der Niederlande mit dem vierten Qualifikationsspiel der Gruppe 3 für die Europameisterschaft 1982 in Italien. Er nahm mit ihr an der Europameisterschaft 1983 teil und bestritt mit dem ersten und dritten Spiel der Gruppe A zwei Turnierspiele. Da die punktgleiche Auswahl der Tschechoslowakei eine um ein Tor bessere Differenz aufwies, schied er – an der Seite von Dieter Hecking, Michael Skibbe, Hansi Flick und Hans Dorfner – aus dem Wettbewerb aus.

## Erfolge
- Meister Oberliga Hessen 1990
- Deutscher A-Jugendmeister 1982, 1983